# 海瀬壮祐
海瀬 壮祐（かいせ そうすけ）は、日本の漫画家。静岡県出身。男性。

## 全作品リスト

### 漫画作品
- グレネーダー[1]（月刊少年エース）
  - 全7巻。2004年にテレビアニメ化。
- Hard Boiled -グリフォンの幻影-（コミックチャージ）
  - 前編、中編、後編の全3話。単行本は未刊行。
- 爆熱戦湯姫（コミックヴァルキリー）
  - 全2巻。